# Kosmos 2414
Kosmos 2414, ruski vojni navigacijski i komunikacijski satelit iz programa Kosmos. Vrste je Parus.
Lansiran je 20. siječnja 2005. godine u 03:00 s kozmodroma Pljesecka. Lansiran je u nisku orbitu oko planeta Zemlje raketom nosačem Kosmos-3M 11K65M. Orbita mu je 909 km u perigeju i 965 km u apogeju. Orbitne inklinacije je 82,95°. Spacetrackov kataloški broj je 28521. COSPARova oznaka je 2005-002-A. Zemlju obilazi u 103,78 minuta. Pri lansiranju bio je mase kg. 
Iz misije je ostao još jedan dio koji je ostao kružiti u niskoj orbiti. U misiju je pošao i mikrosatelit Universitetski (Tatjana, MGU-250, 2005-002-C).

## Vanjske poveznice
- N2YO.com Search Satellite Database (engl.)
- Celes Trak SATCAT Format Documentation (engl.)
- Kunstman  Arhivirana inačica izvorne stranice od 12. kolovoza 2019. (Wayback Machine) Satellites in Orbit (engl.)